# Pelinor
Pelinor (Tenerife, siglo XV - Tenerife, 1505) era el mencey de Adeje durante la conquista de Tenerife en el siglo xv, aunque hay que destacar que muchos historiadores modernos consideran que este nombre fue inventado por Antonio de Viana para su poema La Conquista de Tenerife.

## Antroponimia
El nombre de Pelinor significa ``luchador´´ o ``él más que brilla´´, ``él que sobrepasa el resplandor´´

### Nombre cristiano
Ya cristiano, tomó el nombre de don Diego de Adeje, siendo su padrino el obispo de Canarias Diego de Muros II.
Los genealogistas canarios describen las armas que, según el padre Gándara, concedieron los Reyes Católicos al rey Pelinor. Las armas atribuidas al mencey figuran en las antiguas probanzas, y su uso por sus descendientes es secular. Son estas armas: Escudo de oro, con dos rejas o cancelas de sable abiertas con tres ovejas al natural detrás de cada reja; En jefe, dos palmas cruzadas de sinople, superadas de una corona real de oro fletadas de gules y flanqueadas de una R y una D; En punta, dos lobos al natural afrontados, con collares de gules.

## Biografía
Junto a los menceyes de Abona y Güímar, Pelinor pactó paces hacia 1490 con Pedro de Vera, gobernador de Gran Canaria, ratificándolas con Alonso Fernández de Lugo al inicio de la conquista en 1494. Una vez dada por concluida la contienda, Pelinor fue el único mencey que no fue llevado a España para ser presentado ante los Reyes Católicos.
Como mencey de bando de paces que apoyó activamente a los conquistadores, fue ampliamente recompensado por el nuevo Adelantado. Recibió en repartimiento todo el valle de Masca, así como 30 fanegas de tierra con aguas en el «río de Chasna» (valle de San Lorenzo) y otras 100 en el valle de Santiago, ambos lotes en sus antiguos dominios de Adeje.
Además, los genealogistas consideran que se le concedió un escudo de armas.
Sin embargo, esta condición de guanche de las paces no lo libró de sufrir injusticias por parte de los conquistadores. Hacia 1499 una hija del mencey fue violada por el teniente de gobernador Jerónimo de Valdés, sobrino de Alonso Fernández de Lugo, y hacia 1504 Pelinor elevó quejas a la Corte a causa de ganados que le había robado el Adelantado. En 1508 la Corona condenó a Alonso de Lugo a pagar 40.000 maravedís a los hijos del mencey.
Pelinor murió hacia 1505.
El historiador Juan Bethencourt Alfonso aporta otros datos sobre el mencey, indicando que estaba muy considerado por los conquistadores, que había fijado su residencia en Masca después de la conquista, y que posiblemente muriera en Berbería en una de las entradas organizadas por Alonso Fernández de Lugo.

### Familia y descendencia
Pelinor era descendiente (hijo según Viera y Clavijo) de Atbitocazpe, quien se había hecho con el territorio de Adeje tras la división de la isla en nueve menceyatos.
Según algunos historiadores, su mujer, quien fue apadrinada también por Diego de Muros, pasó a llamarse Catalina Murillo,[cita requerida] aunque los genealogistas creen que la esposa de Pelinor se llamaba en realidad doña Catalina de Lugo, apadrinada por el propio Alonso Fernández de Lugo.
De los hijos del mencey, que utilizaron el patronímico Díaz, sí han quedado noticias ciertas. Estos eran:
- Alonso, de nombre guanche Moreque;[8] o Cherfe;[12]
- Diego, casado con Luisa de Vera, hijastra de Francisco Tacoronte;
- Inés, casada con el guanche Juan de Bonilla;
- María de Adeje, también llamada María de Lugo o María Díaz, casada primero con don Pedro de Adeje y luego con Andrés de Güímar, guanche notable de este bando.[7]

Otros parientes del mencey de los que se tiene noticia fueron el mencionado don Pedro de Adeje, hermano o hijo de Pelinor, y Juan Delgado Bensa, primo del mencey. Don Pedro de Adeje estuvo preso en 1502, siendo liberado por mediación de varios guanches a cambio de ayudar a reducir a los alzados refugiados en Adeje. Algunos autores consideran que murió en Berbería en el año 1513, en una de las incursiones organizadas por el Adelantado, mientras que otros indican que llegó a ejercer como regidor de la isla.